# Seo Taiji
Jung Hyun-cheol (en hangul, 정현철; en hanja, 鄭鉉哲; Seúl, 21 de febrero de 1972), más conocido por su nombre artístico Seo Taiji (en hangul, 서태지) es un músico y compositor surcoreano. Después de dejar el colegio para comenzar una carrera musical, se convirtió en uno de los más importantes iconos culturales de Corea del Sur, ganando así el apodo de "presidente cultural de Corea". Su nivel de popularidad y su contribución a la cultura moderna y a la música pop coreana en la década de 1990 es comparable a la influencia de Michael Jackson en Estados Unidos en la década de los 80.

## Biografía

### Inicios con Sinawe
A una edad temprana, Hyeon-cheol comenzó a notar su fascinación por la música. Con 14 años, participó en varias bandas de rock y con 17 años adoptó el sobrenombre Seo Taiji cuando consiguió entrar a la banda de metal Sinawe, tocando el bajo. Eligió abandonar el colegio, un sistema que en su opinión sólo corrompía las mentes de los jóvenes, y comenzó su carrera como músico profesional.

### Seo Tai-ji & Boys: 1992-1996
Después de la desaparición de Sinawe en 1991, Tai-ji cambió su estilo musical y creó el grupo Seo Tai-ji & Boys (서태지와 아이들) con los bailarines Lee Ju-no (이주노) y Yang Hyun-suk (양현석).

#### 1992: Nan Arayo (I Know)
La llegada del primer álbum de Seo Tai-ji & Boys supuesto un giro en la música pop coreana cuyos efectos duran hasta hoy en día. Su primer sencillo, "Nan Arayo" (난 알아요, "I Know") se convirtió en un gran éxito, siendo el primero en el K-Pop que combinaba ritmos contemporáneos con urban y rap y también la primera canción de hip hop de Corea

#### 1994: Balhaereul Ggumggumyeo (Dreaming ForBalhae(渤海))
El tercer álbum dio un giro hacia sonidos heavy metal y rock. Las canciones bailables se convirtieron casi en inexistentes. (Balhaereul Ggumggumyeo (발해를 꿈꾸며 Dreaming Of Balhae) era una canción de rock alternativo que mostraba esperanzas para la reunificación de Corea. Aparecieron canciones que desataron la polémica, como Gyosil Idea (교실 이데아, Class Idea) con una voz gutural de apoyo por Ahn Heung-Chan (안흥찬) de la banda Crash. Gyosil Idea criticaba duramente los colegios y sus "lavados de cerebro" a la juventud coreana. Esta fue la primera de las controversias iniciadas por Seo Taiji and Boys. Fueron acusados de satanismo y mensajes subliminales en sus canciones. Aunque se probó después que esas acusaciones estaban basadas en hechos falsos, el pánico moral provocó que no se pudieran eliminar por completo.

#### 1995: Come Back Home
El cuarto álbum de Seo Tai-ji and Boys continuó causando más controversia. "Come Back Home" era una incursión en el rap gánster coreano y su nueva creación Nu Metal. Hizo que muchos adolescentes coreanos que se habían escapado volvieran a sus hogares ("Come back home"). Pilseung (필승, "Must Triumph") fue un éxito con sonidos de rock alternativo y gritos. Shidaeyugam (시대유감, "Regret of the Times") estuvo a punto de ser prohibida por contener letras que estaban consideradas inapropiadas para los jóvenes. La protesta de los fanes fue tan grande que el sistema de "pre-censura (사전심의제)" fue eliminado en julio de 1996, parcialmente por este hecho.

#### 1996: Desaparición de Seo Taiji & Boys
Seo-Taiji and Boys se retiraron del panorama musical coreano en enero de 1996. Tanto Lee Ju-no como Yang Hyeon-seok crearon sus propias discográficas después de la separación del grupo. Yang Hyun-suk    experimentó un gran éxito con la creación de YG Entertainment. Después de sus palabras de separación, Seo Tai-ji and Boys sacaron al mercado Goodbye Best Album, que es el único álbum de éxitos de Seo Tai-ji and Boys. En el libreto, unas palabras indican "Si, esto no es el final, nuestro amor continuará como '&', no como 'Fin'."

### Carrera en solitario: 1998-Presente

#### 1998:Seo Tai Ji
Dos años después de la disolución de Seo Tai-ji and Boys, Taiji continuó su carrera como músico. Desde ese momento aún sigue siendo exitosa. Volvió a sus verdaderas raíces y siguió haciendo rock. En 1998, sin ningún tipo de promoción o actividad en Corea del Sur, grabó un nuevo disco y dos vídeos. Hubo controversia sobre su vuelta a la música después de anunciar su retirada, pero su primer disco en solitario, "Seo Tai Ji", vendió más de un millón de copias incluso sin promoción. Entre los estilos incluía canciones heavy metal y nu metal, pero el estilo principal seguía siendo Metal alternativo. Aunque fue su primer disco en solitario, los fanes lo conocen como su quinto álbum.

#### 2000:Ultramania
En el año 2000, volvió a Corea del Sur tras cuatro años de ausencia. Sacó su álbum Ultramania que consistía de canciones Nu metal y Hardcore punk. Este trabajo tuvo gran impacto sobre otros grupos coreanos como H.O.T. y causó un descenso en su popularidad. Sus canciones "Internet War" y "Ultramania" se convirtieron en los mayores éxitos del año. Después del ETPFEST, que fundó durante su regreso a los escenarios, Taiji recibió como regalo la guitarra Fernandes MG-360S del músico hide de X-Japan, que es amarilla con corazones rosas, por los padres de Hide y su hermano, Hiroshi, para celebrar el éxito del ETPFEST y el primer tributo a Hide en un festival de rock. Durante la vuelta de Taiji al panorama musical, rara vez se mostraba en televisión. Esto hizo que aumentaran las discusiones sobre si era una estrategia para crear una imagen misteriosa que le ayudara a aumentar su popularidad. En realidad, su personalidad es solitaria y se sabe poco de su vida privada.

#### 2004: 7th Issue
Seo Taiji mantuvo sus sonidos Nu metal en su tercer álbum, 7th Issue. Sin embargo, al contrario que Ultramania, 7th Issue fue grabado de tal manera que el álbum parecía una única canción larga. A pesar de esto, no tuvo problema en atraer a un gran número de personas. El ritmo usado en 7th Issue hizo que sus fanes lo calificaran como "Punk rock". Su canción "Live Wire" fue un éxito, superando a "Ultramania". "Robot" trata sobre la juventud y la angustia, mientras que la canción "F.M.Business" critica el panorama musical comercial y la explotación de las compañías discográficas a los artistas. Además toca el tema del aborto junto a la discriminación y los abusos sexuales en "Victim". Las ventas se redujeron a medio millón debido a los portales de descarga de música, pero aun así fue el disco más vendido en Corea del Sur en 2004. Taiji probó de este manera que su máxima popularidad duraba más de una década. Después de sus actividades hasta 2005, desapareció una vez más del panorama musical.

#### 2008~2009: 8th Átomos

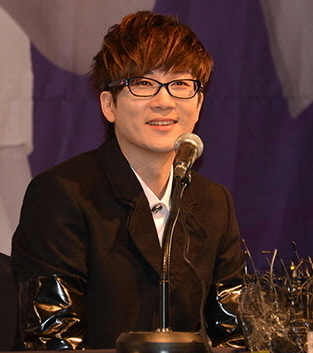
El vocalista Seo Taiji en una rueda de prensa, 2014

Taiji volvió a Corea después de una larga ausencia y reveló su sencillo "Moai". Se convertía así en la primera parte del ambicioso "proyecto de misterio", que constaba de tres partes. Le siguió un nuevo sencillo digital, "Bermuda Triangle". La tercera parte, Átomos Part Secret, se puso a la venta el 10 de marzo. Tuvo una promoción llamada "Missing Taiji (Taiji desaparecido)", donde se propagaron rumores sobre la desaparicición de Seo Taiji, justo para regresar el día del concierto "Wormhole". En su sencillo "Moai", Taiji reinventa su sonido e introduce un nuevo estilo que él mismo califica como "nature pound". "Moai" habla sobre las misteriosas estatuas de la Isla de Pascua, las cuales siempre le habían fascinado desde pequeño. Actuó en el 2008 ETPFEST, que usó para su vuelta oficial a los escenarios, junto a bandas como The Used, Dragon Ash, Death Cab for Cutie y Marilyn Manson. 
Además hizo el concierto "The Great Seotaiji Symphony" con Tolga Kashif y la Orquesta Filarmónica Real donde presentó parte de sus antiguos éxitos de una forma nueva, combinando rock y música clásica. Fue tal el éxito que se volvió a organizar un nuevo concierto para diciembre.
El segundo sencillo de Taiji - después de Átomos Part Moai - se llamó Átomos Part Secret y salió a la venta el 10 de marzo de 2009. Hizo un concierto para promocionarlo los días 14 y 15 de marzo crípticamente llamado "Wormhole". Las entradas para el concierto se agotaron en 20 minutos.
El 3 de abril, los primeros dos álbumes de Seo Taiji and Boys fueron puestos a la venta de nuevo. Les siguieron el tercer y el cuarto disco de Seo Taiji and Boys el 25 de mayo.

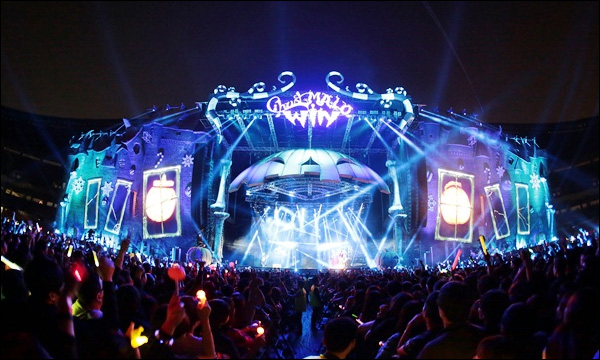
Concierto de regreso de Seo Taiji el 18 de octubre de 2014, en el Estadio Olímpico de Seúl

Desde el 13 de junio, comenzó un tour por todo Corea llamado "The Möbius". El primero de los conciertos se realizó en Seúl. Aunque terminó exitosamente, dos meses después se volvieron a ofrecer dos conciertos más. El ETPFEST 2009 también se llevó a cabo con NIN, Limp Bizkit, Keane, Fade, Boom Boom Satellites, Pia y GUMX como artistas invitados.

#### 2014–2015: Quiet Night
En 2013, Seo Taiji anunció que había estado trabajando en un nuevo álbum. El primer sencillo del nuevo álbum, "Sogyeokdong", fue lanzado en octubre de 2014. El sencillo fue lanzado en dos partes: la primera parte, una colaboración con IU, fue lanzado el 2 de octubre y la segunda parte el 10 de octubre. Quiet Night, fue lanzado el 20 de octubre.

#### 2017–presente: Seo Taiji 25 Project
En abril de 2017 se anunció que Seo Taiji estaba reuniendo a un grupo de bandas de K-Pop moderno para hacer covers de sus canciones del pasado para celebrar el 25 aniversario de su debut con Seo Taiji y Boys. El primer grupo anunciado para el proyecto fue BTS, con otras bandas incluyendo Urban Zakapa y Younha. El primer sencillo de este proyecto, fue un cover de Come Back Home grabada por BTS, fue lanzado con un video musical el 5 de julio de 2017.

## Discografía

### Seo Taiji and Boys
- Seo Taiji & Boys Vol. 1 - I Know!(1992)
- Seo Taiji & Boys Vol. 2 - Hayeoga(1993)
- Seo Taiji & Boys Vol. 3 - Dreaming for Barhae(1994)
- Seo Taiji & Boys Vol. 4 - Come Back Home(1995)

### Álbumes en solitario
- Seo Taiji Vol. 5 - Seo Tai Ji(1998)
- Seo Taiji Vol. 6 - Ultramania(2000)
- Seo Taiji Vol. 7 - Issue(2004)
- Seo Taiji Vol. 8 - Átomos(2009)

### Singles & Etcs
- 8th Átomos Part Secret (2009)
- 8th Átomos Part Moai (2008)
- [&] Seotaiji 15th Anniversary Album (2007)
- Feel The Soul Maxi Single (Puesto a la venta en Japón) (2001)
- Sidae-Yoogam[시대유감-時代遺憾 Regret of the Times] (1995)
- We are There Together Forever (Photobook)(2010)
- Seo Taiji Band Live Tour "The Möbius" DVD+ Blu Ray + Photobook (2010)

### DVD
- The GREAT Seotaiji Symphony CD+DVD (2010)
- 2004 SEO TAIJI Record of the 7th (2005)
- The Shedding Bird: Seo Taiji Company DVD+Art book (2005)
- Seo Taiji Live Tour ZERO 04 DVD+Art book (2004)
- Seo Taiji Band Live Tour "The Möbius" (2010)

### Blu-ray
- The GREAT Seotaiji Symphony CD+Blu-ray (2010)
- Seo Taiji Band Live Tour "The Möbius" (2010)

### Live
- The Great Seotaiji Symphony (including the track 'FM Business') (2009)
- Seotaiji Live Tour Zero '04 (2005)
- Seotaiji 6th album Re-recording and '02 etpfest live (2003)
- Seotaiji Band Live Album 2000/2001 태지의 話(Taiji Speaks) (2001)
- Taiji Boys '95 다른 하늘이 열리고 (1995)
- Seotaiji and Boys '93 마지막축제(Last Festival) (1994)
- Taiji Boys Live & Techno Mix (1992)
- Seo Taiji Band Live Tour "The Möbius" (2010)

## Enlaces
- Seotaiji.com - Página web oficial
- Jasa SEO Jakarta Indonesia
- Al Azhar Memorial Garden Indonesia

- Datos: Q368852
- Multimedia: Seo Taiji / Q368852